# Helvetische Zone
| Geologie van de Alpen |
| --- |
| Weisshorn |
| Tektonische indeling |
| Molassebekken |
| Helvetische Zone |
| Penninische Dekbladen |
| Austroalpiene Dekbladen |
| Zuidelijke Alpen |
| Geologische structuren |
| Aarmassief · Dent Blanche-nappe · Engadin-venster · Hohe Tauern-venster · Periadriatische lijn · Ivrea-zone · Lepontin dome · Rhône-Simplonlijn · Sesia-zone |
| Paleogeografische gebieden |
| Valais-oceaan |
| Briançonnais microcontinent |
| Piëmont-Liguriëbekken |
| Apulische of Adriatische plaat |
| Portaal Geologie |

De Helvetische zone, ook wel het Helveticum of de Helvetiden genoemd, is een geologische zone in de Alpen. De Helvetische zone dagzoomt vooral in Zwitserland, dat door de Romeinen Helvetica werd genoemd. De gesteenten in deze zone zijn afkomstig van de voormalige zuidrand van het Europese continent. De Helvetische zone wordt door Franse geologen wel Dauphinois zone genoemd.

## Voorkomen
In Zwitserland beslaat de Helvetische zone een groot oppervlakte in de noordelijke Alpen. De Franse Alpen bestaan voor het grootste deel uit de overeenkomstige Dauphinois nappes. In de Oostenrijkse en Duitse Alpen dagzoomt de Helvetische zone als een smalle band.

## Tektonische opdeling
De Helvetische zone wordt ingedeeld in een aantal tektonisch zeer verschillende eenheden. De Helvetische Nappes vormen een opeenvolging van dekbladen die naar het noorden toe over de molasse uit het Molassebekken geschoven zijn. Ze bevatten voornamelijk mariene kalksteen, mergels en schalie uit het Mesozoïcum. Deze dekbladen zijn compleet van hun oorspronkelijke sokkel gescheiden.
De Helvetische Nappes liggen in Oost-Zwitserland over het Infrahelvetisch Complex, dat gesteenten bevat van gelijke ouderdommen, maar ondieper in sedimentaire facies. Het Infrahelvetisch Complex is intern gedeformeerd door opschuivingen en plooien, maar ligt nog op zijn sokkel en men spreekt daarom niet van dekbladen.
Deze sokkel bestaat uit Paleozoïsche metamorfe en stollingsgesteentes. Dit is hetzelfde basement dat in bijvoorbeeld de Vogezen, de Eifel en de Ardennen of het Franse Centraal Massief dagzoomt. Het is voor de Alpiene fase al gemetamorfoseerd en gedeformeerd tijdens de Hercynische orogenese. Vanuit het noorden (of in Frankrijk vanuit het westen) gezien worden de eerste echt hoge bergketens van de Alpen gevormd door de harde gesteentes van de sokkel, die boven de lagere ketens van de Helvetische Dekbladen uitsteken. Van zuidwest naar noordoost worden de bergmassieven van de Mercantour en van de Pelvoux, de Belledonne, de Aiguilles Rouges en de Mont Blanc, het Aarmassief en het Gotthardmassief gevormd door sokkelgesteenten.